# Scaptomyza fuscitarsis
Scaptomyza fuscitarsis är en tvåvingeart som beskrevs av Harrison 1959. Scaptomyza fuscitarsis ingår i släktet Scaptomyza och familjen daggflugor. Inga underarter finns listade i Catalogue of Life.